# 三宅和樹
三宅 和樹（みやけ かずき、1972年12月11日 - ）は、兵庫県明石市出身の俳優。本名同じ。

## 出演作品

### 舞台
- 「why?」（プロジェクトルート170）出演 トリイホール
- 「Birth」（プロジェクトルート170）出演 ウイングフィールド
- 「ヤングの結末」（遊劇体ヤングプロジェクト）出演 磔磔
- 「パルテノンクラッシュ」（よろずやポーキーズ）音響操作 シアトリカル應典院（應典院）
- 「居酒屋トンクル」（よろずやポーキーズ）出演 一心寺シアター
- 「ちょいストーリー」（よろずやポーキーズ）主演 江坂びぃどろほぉる
- 「Ver。西遊記」（Porkys Extra Stage）出演 シアトリカル應典院
- 「SUNSUN照らそう」（よろずやポーキーズ）出演 シアトリカル應典院
- 革命演劇祭「ぼいす」（チーム洪成一）出演 トリイホール
- 「NEVER」（P-catプロデュース）エキストラ出演
- 「感じてモンスター」（よろずやポーキーズ）出演 一心寺シアター倶楽
- 「宇宙のジュエル」（よろずやポーキーズ）出演 一心寺シアター倶楽
- 「ラックラックでZUBABABABA-N！」主演 吉本 rise-1シアター
- 「ラブコメよう♪」（よろずやポーキーズ）出演 一心寺シアター倶楽
- 「HEY!一休!」（よろずやポーキーズ）出演 一心寺シアター倶楽
- 「天下とカルタ」（よろずやポーキーズ）主演 一心寺シアター倶楽
- 「シックス・ナンセンス」（三宅和樹プロデュース） アートシアターDB
- 「原始でHAPPY?」（洪成一プロデュース）出演 一心寺シアター倶楽
- 「とってもついてない君」（よろずやポーキーズ）主演 一心寺シアター倶楽
- 「ィラストサムライ」（三宅和樹・洪成一プロデュース）出演 一心寺シアター倶楽
- 「念波先生」（ギャザリング）出演 麻布die pratze

### テレビ
- 「演劇玉手箱」ゲスト出演 ケーブルテレビ

### ラジオ
- 「ミュージッククラブ835」ゲスト出演 FM宝塚
- 「ホッと♪ブレイク」ゲスト出演 FM GIG

### 映画
- 「モスリン橋のたもとに潜む」出演

### ビデオ映画
- 「ミナミの帝王」エキストラ出演

### イベント
- 「宴奴（エンターテイメントドラゴン）」MC 千日前アナザードリーム
- 「M-1グランプリ2002」2回戦進出 吉本NGKスタジオ
- 「M-1グランプリ2003」出場 吉本NGKスタジオ
- 「日本橋メイドカフェ対抗萌えバトル2」
- 「ロボファイト2」ロボット漫才
- ロボット漫才 エキスポランド
- 「第2回 日本橋ストリートフェスタ」ロボット漫才 でんでんタウン
- 「インテックス・フェスタ2006」ロボット漫才 インテックス大阪